# Malinalco
Malinalco är en ort i Mexiko, och administrativ huvudort i kommunen Malinalco i delstaten Mexiko. Samhället hade 8 921 invånare vid folkräkningen år 2020 och var även kommunens folkrikaste ort.
Malinalco är en så kallad Pueblo Mágico.